# Szili Katalin
Szili Katalin (Barcs, 1956. május 13. –) magyar jogász, humánökológus, politikus, országgyűlési képviselő, miniszterelnöki megbízott, az Országgyűlés volt elnöke. 1994 és 1998 között a Környezetvédelmi és Területfejlesztési Minisztérium politikai államtitkára. 1998 és 2002 között az Országgyűlés alelnöke, 2002 és 2009 között annak elnöke, 1994-től az MSZP színeiben bejutott parlamenti képviselő. A 2009-es pécsi időközi polgármester-választáson az MSZP polgármesterjelöltje, de alulmaradt az fideszes Páva Zsolttal szemben. 2010 októberében kilépett az MSZP-ből, és saját pártot alapított Szociális Unió néven, melynek elnökévé is választották. Szintén elnöke volt a 2013 szeptemberében megalakult választási pártnak, a Közösség a Társadalmi Igazságosságért Néppártnak. 2014 óta egyre inkább a Fideszhez kezdett kötődni.
2023. március 31-én belépett a Kereszténydemokrata Néppártba.

## Gyermekkora és tanulmányai
Édesapja kereskedelmi előadóként, édesanyja könyvelőként dolgozott. Tizenkét éves korában egy baleset következtében elvesztette bal kézfejét (egy gránát felrobbant a kezében), emiatt keze eltakarásához kendőket visel, vagy zsebre teszi azt a nyilvánosság előtt. Televíziós interjúk során elrejti a balkezét az asztal alatt, vagy a jobbkezével eltakarja a balkezét. Ünnepélyes alkalmakkor általában a bőre színéhez passzoló protézist visel.
A pécsi Nagy Lajos Gimnáziumban érettségizett, majd a Janus Pannonius Tudományegyetemen hallgatott jogot, ahol 1981-ben szerzett jogi végzettséget. 1990 és 1992 között az Eötvös Loránd Tudományegyetem TTK humánökológia szakán tanult, 2001-ben politológiából szerzett diplomát Pécsett.

## Politikán kívüli karrierje
Diplomázása után a Pécsi Városi Tanács gyámügyi előadója, 1984-től csoportvezetője volt. 1985-ben a Dél-dunántúli Vízügyi Igazgatósághoz került, előbb jogtanácsos volt, majd hatósági osztályvezetőként dolgozott. A rendszerváltás után a Környezetvédelmi és Vízügyi Igazgatóság, majd a Környezetvédelmi Felügyelőség hatósági vezetője volt 1992-ig.
2003-ban a Pécsi VSK női kosárlabda-szakosztályának társadalmi elnökévé választották, a posztot 2005-ig viselte. 2008-ban a Pécsi Tudományegyetem címzetes egyetemi docense lett. A Pécsi Tudományegyetem modellváltását követően az egyetem kuratóriumi tagja lett 2021-ben.

## Politikai karrierje
1983 és 1989 között az MSZMP tagja, 1989-ben az MSZP alapító tagja. 1992 és 1994 között pécsi önkormányzati képviselő volt. Emellett 1993 és 1994 között az MSZP parlamenti frakciójának szakértője volt. Az 1990-es országgyűlési választáson mint képviselőjelölt, majd az 1994-esen mint egyéni képviselő (Baranya megye 2. választókerület) jutott be az Országgyűlésbe. 1998 és 2006 között minden alkalommal megnyerte választókerületét, a 2010-es országgyűlési választásokon viszont pártja Baranya megyei listájáról jutott a törvényhozásba.
1994-ben a Környezetvédelmi és Vízügyi Minisztérium politikai államtitkárává nevezték ki, mely posztot az 1998-as kormányváltásig viselte. Ebben az időben az Országos Műszaki Fejlesztési Bizottság (OMFB) Tanácsának tagja is volt. 1997-ben megválasztották pártja Baranya megyei elnökévé. Egy évvel később a párt országos nőtagozatának elnöke lett. Mindkét posztját 2001-ig viselte. 2000 és 2004 között a párt országos elnökhelyettese volt. 1998-ban az Országgyűlés alelnökévé, majd 2002-ben a Magyar Köztársaság első női házelnökévé választották. Tisztsége folytán a Szent Korona Testület tagja is lett.
A 2009-es időközi pécsi polgármester-választásra az MSZP helyi szervezete Szilit jelölte, aki a jelölést elfogadta. A választáson a szavazatok 34,14 százalékának megszerzésével alulmaradt a 65,83 százalékot begyűjtő Páva Zsolttal, a Fidesz és a KDNP közös jelöltjével szemben. 2009 nyarán bejelentette, hogy lemond az Országgyűlés elnökének posztjáról, hogy aktívabban részt tudjon venni a választási kampányban. Utódját, Katona Bélát szeptember 14-én választották meg. 2009-ben megalakította a Szövetség a Jövőért Mozgalmat, majd a kilépést követően, Szociális Unió nevű pártját, amelynek elnökévé is választották. Emiatt párttagsága megszűnt és kilépett az MSZP országgyűlési frakciójából. A 2014-es országgyűlési választáson egy új pártformáció, a KTI, a Közösség a Társadalmi Igazság Néppárt, mint választási párt elnökeként és listavezetőjeként indult, de a párt a listás szavazatok mindössze 0,22%-ot kapta meg, így mandátumot sem szerzett.
2015. március 1-jétől az Orbán-kormány miniszterelnöki megbízottjaként tevékenykedik. Egy 2017-es interjúban visszautasította azokat a vádakat, melyek szerint megalkudott volna a Fidesszel, elárulta volna a baloldalt, vagy hogy a Fidesz szocialista „díszpintye” lenne, mert szerinte a nemzetnek fontos munkát végez, 2010 óta nem tagja az MSZP-nek, és azok kritizálják, akiknek nemzeti ügyekben „rossz a lelkiismeretük”. A későbbi kis pártjai kudarcait az anyagi lehetőségek hiányával magyarázta. 2021 szeptemberében Harmincból tíz című, főleg kisebbségi nemzetpolitikával foglalkozó könyve kapcsán tartott könyvbemutatót, ahol egyebek mellett hangsúlyozta, hogy szerinte se az ellenzék, se az Európai Unió nem képviseli eléggé a nemzeti kisebbségek jogait. Kitért arra is, hogy ugyanakkor korábbi pártjában ő képviselte a leghangsúlyosabban a lojalitást ezen kisebbségek felé. Az időközben hatályba lépett, egyetemi alapítványok kuratóriumi tagjaira vonatkozó összeférhetetlenségi szabályok miatt 2023 februárjában lemondott miniszterelnöki megbízotti posztjáról, hogy megtarthassa a Pécsi Egyetemet fenntartó Universitas Qinqueecclesiensis Alapítványban betöltött kuratóriumi tagságát, ugyanakkor a neve ezek után miniszterelnöki főtanácsadóként tűnt fel, ami felvetette a jogszabály kijátszását.
2023. március 31-én bejelentette, hogy formailag is csatlakozik a KDNP-hez, ahová nyilatkozata szerint „mindig is tartozott”.
2023-tól a Miniszterelnökség alkalmazásában áll, ahol – mint kiderült évi több tízmilliós juttatásért – „határon túli autonómia ügyekben” végez tanácsadást. (Ehhez jön az egyetemi kuratóriumi tagságával járó jövedelem is, amit korábban adminisztratív úton sikerült megtartania.)

## Köztársaságielnök-jelöltsége
2005. április 15-én az MSZP kongresszusa Szilit jelölte Mádl Ferenc utódjául a köztársasági elnöki posztra. A kisebbik koalíciós párt, az SZDSZ nem támogatta Szili megválasztását azzal az indokkal, hogy nem szeretnének pártpolitikust látni az államfői székben. Ennek megfelelően Mécs Imre, Wekler Ferenc és Béki Gabriella kivételével nem is szavaztak a választáson (utóbbi kettő is csak a 3. fordulóban). Az MDF és a Fidesz Szilivel szemben Sólyom Lászlót, az Alkotmánybíróság első elnökét jelölte köztársasági elnöknek. A szavazás az Országgyűlésben június 6-án és június 7-én zajlott le. Szili a döntő harmadik fordulóban 182:185 szavazataránnyal alulmaradt, így továbbra is az Országgyűlés elnöke maradt. 2021-ben utólag úgy értékelte jelöltségét, hogy megválasztása esetén nagyobb hatással lehetett volna az MSZP nemzetpolitikájára. De állítása szerint az a „gyűlöletstruktúra” sem alakult volna ki, ami most van, mert ő mindig és mindvégig, ahogyan ezt házelnökként is tette, a párbeszéd és a nemzeti alapkérdésekben az együttműködés híve volt.

## Családja
Házas, férje Molnár Miklós építőmérnök. Vér szerinti gyermekük nem született, de egy autóbalesetben elhunyt baráti házaspár két gyermekét közösen nevelték fel.

## Művei
- A fenntartható fejlődés felé. A Magyar Szocialista Párt környezetvédelmi programjának tervezete és korábbi környezetvédelemmel foglalkozó programok; szerk. Gulyás Mihály, Szili Katalin; Szelén, Bp., 2000
- "Muszáj baloldalinak lennünk!" – egy vita tanulságai. Szili Katalin előadása; Civil Akadémia Alapítvány, Bp., 2007 (Andrássy úti esték)
- Kendőzetlenül. Válogatott írások, interjúk, 2002–2009; Ventus Commerce, Bp., 2009
- Kendőzetlenül. Válogatott írások, interjúk, 2002–2009; 2. bőv. kiad.; Ventus Commerce, Bp., 2010
- Ahelyett, hogy zöldeket beszélnénk. Magyar Nemzet, 2019. szeptember 9.[17]
- Mit kell tudni az autonómiáról? Bethlen Gábor Alapkezelő Zrt. Bp., 2019 [18]
- Kalmár Ferenc – Dr. Szili Katalin: A nemzeti kisebbségvédelem javasolt alapelvei az Eu-ban. Bethlen Gábor Alapkezelő Zrt. Bp., 2019
- Kalmár Ferenc – Dr. Szili Katalin: A nemzeti kisebbségvédelem javasolt alapelvei az Eu-ban. 2. bőv. kiad. Bethlen Gábor Alapkezelő Zrt. Bp., 2020[19]
- Dr. Szili Katalin: Harmincból tíz. Kárpát-medencei autonómiatörekvések, szomszédságpolitika és az európai kisebbségvédelem 2010-2020. Bethlen Gábor Alapkezelő Zrt. Bp., 2021.[20]
- Katalin Szili: Ten out of thirty. Aspirations for autonomy, neighborhood policy and the minority protection 2010-2020. Bethlen Gábor Fund Management Ltd. Bp., 2022[21]

## Díjai, elismerései
- Barcs díszpolgára (2004)
- Francia Becsületrend (2005)
- Lengyel Köztársaság Érdemrend Parancsnoki Keresztje a Csillaggal kitüntetés (2006)[22]
- Kazincbarcika díszpolgára (2007)
- Báthory-díj (2008)[23]
- Bocskai-díj (2020)[24]
- Gábor Áron-díj[25] (2023)[26]
- Zajzoni Rab István-díj (2023)[27]
- Fábry Zoltán-díj (2024)[28]